# Eremopterix australis
La terrera orejinegra (Eremopterix australis) es una especie de ave paseriforme de la familia Alaudidae propia de África austral. 

## Distribución y hábitat
Se encuentra únicamente en el sur de Namibia, el oeste de Sudáfrica y el extremo sudoccidental de Botsuana. Su hábitat natural son los herbazales y zonas de matorral subtropical secos.